# Mecolaesthus
Mecolaesthus là một chi nhện trong họ Pholcidae.

## Các loài
Các loài trong chi này theo World Spider Catalog (version 15.5, 31/10/2014) gồm:
- Mecolaesthus arima Huber, 2000
- Mecolaesthus azulita Huber, 2000
- Mecolaesthus cordiformis (González-Sponga, 2009)
- Mecolaesthus cornutus Huber, 2000
- Mecolaesthus grandis (González-Sponga, 2009)
- Mecolaesthus hoti Huber, 2000
- Mecolaesthus lemniscatus (Simon, 1894)
- Mecolaesthus longissimus Simon, 1893
- Mecolaesthus mucuy Huber, 2000
- Mecolaesthus multidenticulatus (González-Sponga, 2003)
- Mecolaesthus nigrifrons (Simon, 1894)
- Mecolaesthus niquitanus (González-Sponga, 2011)
- Mecolaesthus peckorum Huber, 2000
- Mecolaesthus puntiagudus (González-Sponga, 2003)
- Mecolaesthus putumayo Huber, 2000
- Mecolaesthus tabay Huber, 2000
- Mecolaesthus taino Huber, 2000
- Mecolaesthus tuberculosus (González-Sponga, 2009)
- Mecolaesthus yawaperi Huber, 2000